# Benjamin Tardy
Pour les articles homonymes, voir Tardy.
Pas d'image ? Cliquez ici

a Compétitions nationales et continentales officielles uniquement.

Dernière mise à jour le 14 avril 2020.
Benjamin Tardy, né le 12 août 1988 à Châtenay-Malabry, département des Hauts-de-Seine, est un joueur de rugby à XV français, qui évolue dans l'effectif de la Section paloise au poste de demi de mêlée.

## Indications biographiques

### Origines familiales
Benjamin Tardy est issu d'une famille où le ballon ovale occupe une place importante. Son grand-père, Jean Tardy, fut  demi de mêlée à l'US Cognac, son père, Alain Tardy, fut  demi d'ouverture dans le même club avant de bifurquer vers le monde des affaires. 

### Études
Titulaire du baccalauréat, licencié en STAPS, il alterne les entraînements avec un cycle d'études spécialisées dans le domaine du management du sport,.

## Carrière
Joueur Espoirs tenu en haute estime, Benjamin Tardy remplace à plusieurs reprises en cours de rencontre des membres de l'effectif régulier du Stade français au début de la saison 2009-2010. Du fait de l'indisponibilité des joueurs normalement titulaires, il obtient finalement une première titularisation avec l'équipe première le 9 janvier 2010 au poste de demi de mêlée. Il est le premier choix du club à ce poste pour les matchs comptant pour le championnat jusqu'au retour de partenaires d'entraînement plus expérimentés à la mi-février 2010. Cependant, des problèmes administratifs avec l'ERC ne lui permettent pas de participer aux rencontres de la Coupe d'Europe disputées en parallèle. 
Il est titularisé pour la première fois en compétition européenne (Challenge européen de rugby à XV) le 11 octobre 2010 contre l'équipe du Crociati, match au cours duquel il marque un essai.
Il rejoint l'équipe de Pau pour la saison 2011-2012.
En junior
- US Metro [réf. nécessaire]
- Massy [réf. nécessaire]

En senior
- 2007-2008 : Massy
- 2008-2011 : Stade français Paris
- 2011-2013 : Section paloise
- 2013-2017 : US Cognac
- 2017-2018 : Union Cognac Saint-Jean-d'Angély